# Enguri
Der Enguri (georgisch ენგური; abchasisch Егры/Egry; russisch Ингури/Inguri) ist ein Fluss im westlichen Georgien.

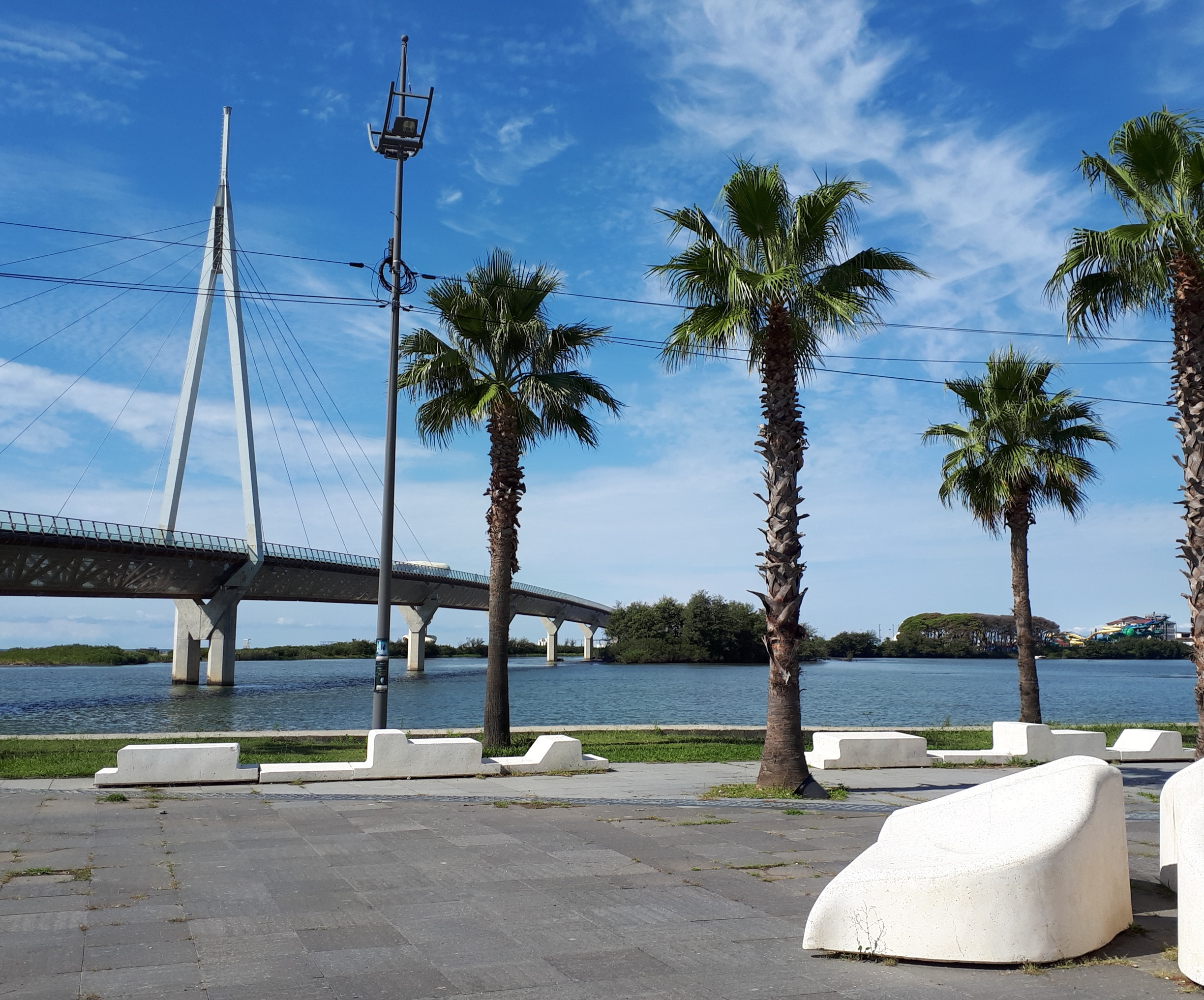
Der Fluss Enguri mit Brücke kurz vor der Einmündung in das Schwarze Meer

Er ist 213 km lang, bildet in einem Teil seines Unterlaufs die Südgrenze der Region Abchasien und spielt eine wichtige Rolle bei der Energieversorgung des Landes.
Der Fluss entspringt im Großen Kaukasus nahe dem höchsten Berg Georgiens, dem Schchara, windet sich zunächst durch die Gebirgstäler nach Nordwesten, um dann nach Südwesten zu fließen und bei Anaklia nahe Sugdidi in das Schwarze Meer zu münden.
Ein Abschnitt seines Unterlauf bildet seit 14. Mai 1994 die Waffenstillstandslinie zwischen Georgien und Abchasien. Das Gebiet war seither entmilitarisiert und wurde bis Mitte 2009 mit Auslaufen des Mandats von der United Nations Observer Mission in Georgia überwacht. Der einzige legale Grenzübergang ist die von deutschen Kriegsgefangenen von 1944 bis 1948 errichtete, 870 m lange Enguri-Brücke. Außerdem existieren verschiedene illegale Fährverbindungen über den Fluss. Kurz vor der Mündung des Enguri steht die Fußgängerbrücke Anaklia. 
Der Fluss spielt eine wichtige Rolle für die georgische und abchasische Energieversorgung. 1988 wurde die Enguri-Staumauer auf einer Höhe von 240 m über dem Meeresspiegel in Betrieb genommen. Mit 750 m Breite und 271,5 m Höhe ist sie das größte Bauwerk im Kaukasus. Das Speichervolumen des Stauraums beträgt 1,1 Milliarden Kubikmeter. Das dazugehörige unterirdische Enguri-Wasserkraftwerk produziert jährlich rund 4,5 Milliarden Kilowattstunden, entsprechend rund 40 % der georgischen Stromproduktion. Die Leistung des Kraftwerks beträgt 1300 Megawatt. 
Das Wasser des Enguri gelangt dabei nach dem Kraftwerk Wardnili 1 in den Eristskali (linker Nebenfluss des Okumi Q24683527) und dann für weitere Turbinenstufen in einen Kanal und nicht in den Okumi. Am Kanal befinden sich die Kraftwerke Wardnili 2, Wardnili 3 und Wardnili 4. Alle Turbinen befinden sich in Abchasien. 